# Jard-Les Herbiers
Jard-Les Herbiers est une course cycliste française disputée au mois de septembre dans le département de Vendée, en région Pays de la Loire. Créée en 1981, elle est organisée par le Vélo Club Les Herbiers, qui s'occupe également du Chrono des Nations au mois d'octobre. 
Cette compétition fait partie du calendrier national de la Fédération française de cyclisme. 

## Palmarès
| Année | Vainqueur           | Deuxième               | Troisième          |
| ----- | ------------------- | ---------------------- | ------------------ |
| 1981  | Claude Moreau       | Jean-Philippe Fouchier | Richard Tremblay   |
| 1982  | Christian Poirier   |                        |                    |
| 1983  | Jean Guérin         | Dominique Le Bon       | Roland Fauchet     |
| 1984  | Jean Guérin         | Félix Urbain           | Richard Tremblay   |
| 1985  | Bernard Jousselin   | Fabrice Marchais       | Patrick Fiefvez    |
| 1986  | Franck Petiteau     | Gwénaël Guégan         | Gaëtan Leray       |
| 1987  | Lawrence Roche      | Jean-Pierre Godard     | Cyrille Martin     |
| 1988  | Pascal Andorra      | Gaëtan Leray           | Didier Le Huitouze |
| 1989  | Thomas Bay          | Bertrand Sourget       | Laurent Brochard   |
| 1990  | Blaise Chauvière    | Claude Moreau          | Hervé Garel        |
| 1991  | Thierry Bricaud     | Pascal Hervé           | Benoît Nave        |
| 1992  | Frédéric Berland    | Christian Guiberteau   | Philippe Marzin    |
| 1993  | Nicolas Jalabert    | Olivier Ouvrard        | Marc Savary        |
| 1994  | Freddy Arnaud       | Bertrand Guerry        | Olivier Perraudeau |
| 1995  | Gérard Bigot        | Christophe Faudot      | Olivier Ouvrard    |
| 1996  | Christophe Faudot   | Olivier Perraudeau     | Michel Lallouët    |
| 1997  | Bertrand Guerry     | Tim Christopher        | Walter Bénéteau    |
| 1998  | Frédéric Delalande  | Guillaume Judas        | Plamen Stoyanov    |
| 1999  | Walter Bénéteau     | Stéphane Pétilleau     | Sébastien Joly     |
| 2000  | Anthony Geslin      | Yvonnick Bolgiani      | Samuel Gicquel     |
| 2001  | Lilian Jégou        | Jimmy Engoulvent       | Marek Leśniewski   |
| 2002  | Maryan Hary         | Jonathan Dayus         | Yann Pivois        |
| 2003  | Yohann Gène         | David Danion           | Anthony Langella   |
| 2004  | Christophe Diguet   | Sylvain Cheval         | Manuel Michot      |
| 2005  | Matthieu Rompion    | Timothée Lefrançois    | Salva Vilchez      |
| 2006  | Sébastien Turgot    | Cyrille Noël           | Christophe Diguet  |
| 2007  | Julien Gonnet       | Sébastien Turgot       | Nicolas Suzanne    |
| 2008  | Samuel Plouhinec    | Yann Guyot             | Mickaël Renou      |
| 2009, | Erwan Brenterch     | Julien Pétilleau       | Laurent Pichon     |
| 2010, | Maxime Le Montagner | Justin Jules           | Julien Gonnet      |
| 2011, | Bryan Coquard       | Yoann David            | Guillaume Louyest  |
| 2012  | Sylvain Blanquefort | Julien Guay            | Yann Guyot         |
| 2013  | Romain Guyot        | Ronan Dequippe         | Yoän Vérardo       |
| 2014  | Lilian Calmejane    | Jérémy Cornu           | Franck Bonnamour   |
| 2015  | Antoine Leplingard  | Romain Cardis          | Kévin Fouache      |
| 2016, | Charles Herbert     | Justin Mottier         | Samuel Plouhinec   |
| 2017  | Emmanuel Morin      | Enzo Bernard           | Maxime Renault     |
| 2018  | Émilien Jeannière   | Damien Poisson         | Marlon Gaillard    |
| 2019, | Ben Carman          | Cyrille Patoux         | Vadim Deslandes    |
| 2020, | Adrien Lagrée       | Stylianós Farantákis   | Maël Guégan        |
| 2021  | Sandy Dujardin      | Maël Guégan            | Jean-Louis Le Ny   |
| 2022  | Mattéo Vercher      | Emmanuel Morin         | Jocelyn Baguelin   |
| 2023  | Damien Bodard       | Baptiste Vadic         | Lucas Guillé       |
| 2024  | Ilan Larmet         | Emmanuel Morin         | Killian Théot      |